# Arctic Bay
Arctic Bay – miejscowość w Kanadzie w prowincji Nunavut, na Ziemi Baffina na półwyspie Borden Peninsula. Liczy 690 mieszkańców (2006). Miejscowość posiada lotnisko.
Miejsce zamieszkane od tysięcy lat przez ludność inuicką, która nadała jej nazwę Ikpiarjuk (ᐃᒃᐱᐊᕐᔪᒃ) – „kieszeń”, „worek”. W 1872 roku do osady jako pierwszy Europejczyk dotarł Willie Adams, kapitan statku wielorybniczego, który nadał jej angielską nazwę Arctic Bay.

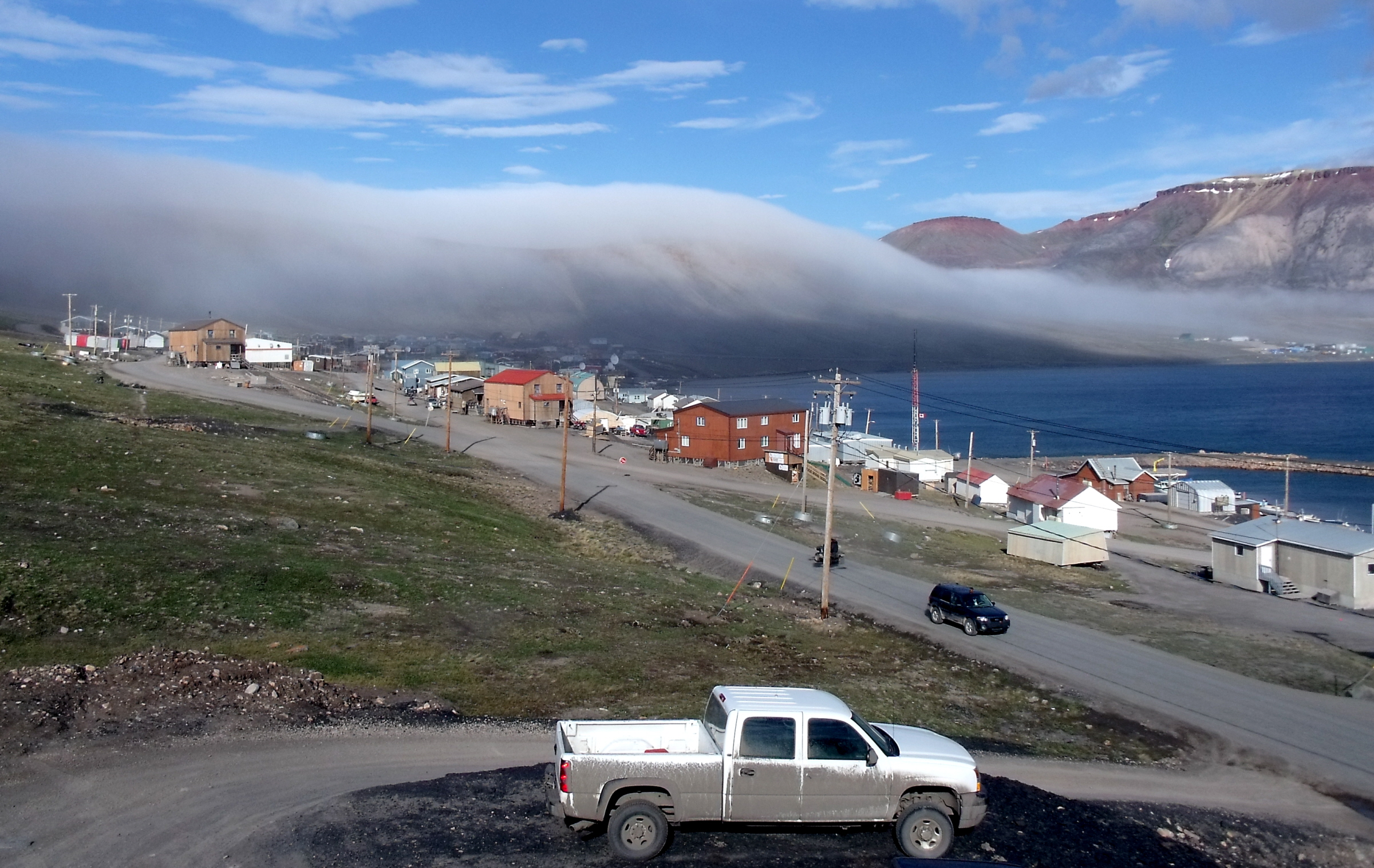
Mgła nad Arctic Bay

Klimat polarny. Najniższa zanotowana temperatura wyniosła −53 °C, a najwyższa +18,5 °C. Opady (głównie w postaci śniegu) występują przez cały rok.